# Glossotrophia extenuata
Glossotrophia extenuata là một loài bướm đêm trong họ Geometridae.